# Jay Arnette
Jay Joseph Hoyland Arnette, född 19 december 1938 i Austin i Texas, är en amerikansk före detta basketspelare.
Arnette blev olympisk mästare i basket vid sommarspelen 1960 i Rom.